# Helgasjön

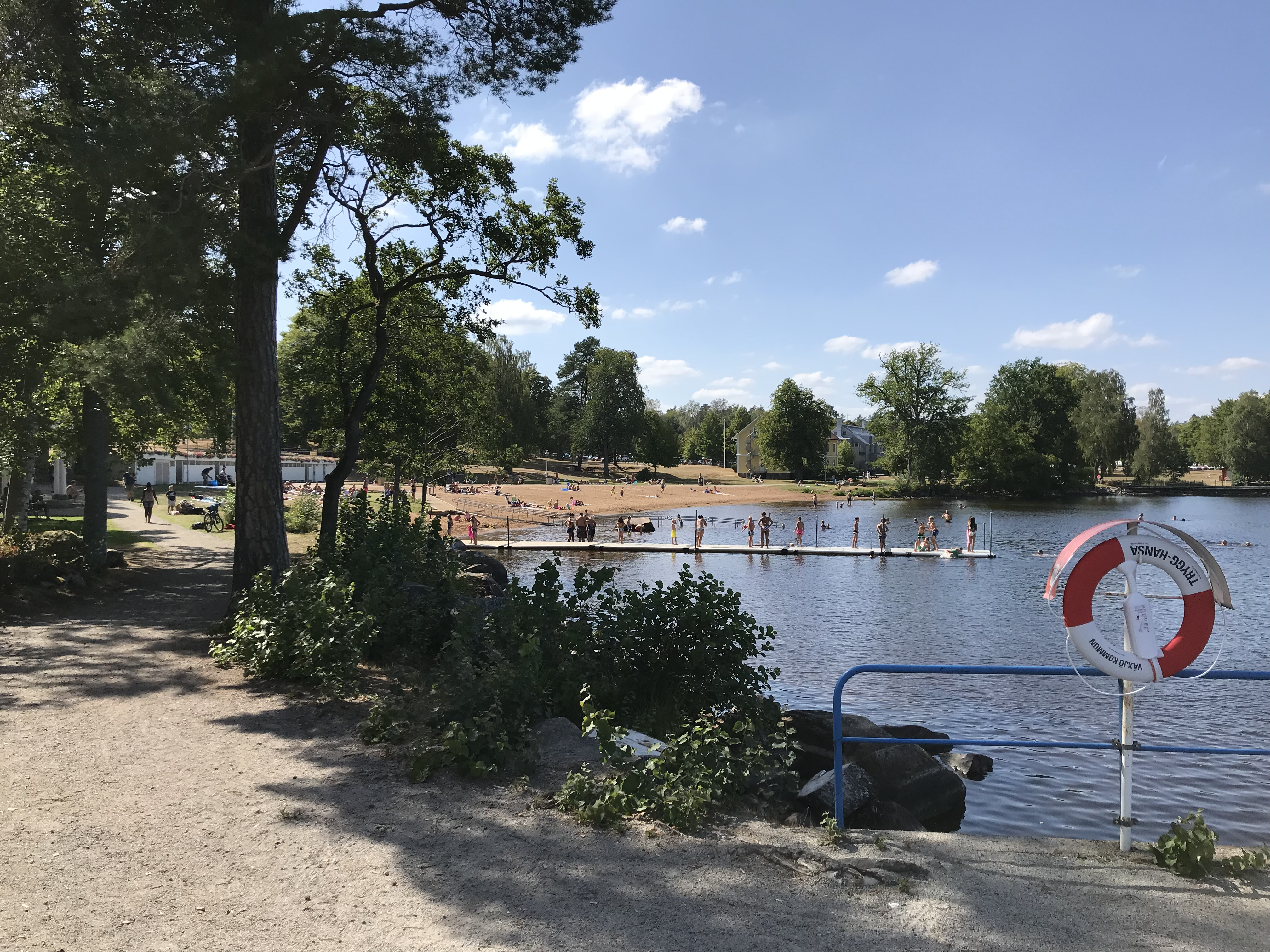
Badplatsen i Växjö vid Helgasjön

Helgasjön är en sjö i Växjö kommun i Småland och ingår i Mörrumsåns huvudavrinningsområde. Sjön är 25 meter djup, har en yta på 48,5 kvadratkilometer och befinner sig 162 meter över havet. Vid provfiske har en stor mängd fiskarter fångats, bland annat abborre, björkna, braxen och gers.
Sjön har fyra stora vikar: Öjabyviken, Örviken, Åbyviken och Sandsbroviken. Helgasjöns största djup är 25 meter, vilket är uppmätt väster om Stojby. Sjön har många öar, av vilka den största är Helgö. Ön har broförbindelse i sydväst mot Öjaby. Vägen runt Helgasjön är omkring 50 kilometer.
Helgasjön avvattnas genom Helige å, som nedströms Åsnen byter namn till Mörrumsån. Genom Kronobergs kanal är sjön sammanlänkad med Tolgsjön, Räppe station samt (via sluss vid Åbyfors) ett norrut beläget sjösystem vars nordligaste punkt är Asa. Helgasjön trafikeras av museibåten Ångaren Thor.
Vid Helgasjön finns Kronobergs slottsruin, den före detta brunnsorten Evedal, flera naturreservat, tätorten Åby samt de två Växjö-stadsdelarna Öjaby och Sandsbro. Även stadsdelen Araby expanderar närmare sjön.

## Delavrinningsområde
Helgasjön ingår i delavrinningsområde (631688-143776) som SMHI kallar för Utloppet av Helgasjön. Medelhöjden är 177 meter över havet och ytan är 176,84 kvadratkilometer. Räknas de 57 avrinningsområdena uppströms in blir den ackumulerade arean 1 223,62 kvadratkilometer. Avrinningsområdets utflöde Mörrumsån (Åbyån) mynnar i havet. Avrinningsområdet består mestadels av skog (46 procent) och jordbruk (11 procent). Avrinningsområdet har 49,66 kvadratkilometer vattenytor vilket ger det en sjöprocent på 28,1 procent. Bebyggelsen i området täcker en yta av 9,12 kvadratkilometer eller 5 procent av avrinningsområdet.

## Räddningsstation
Sjöräddningssällskapets Räddningsstation Kronoberg ligger i Evedal vid Helgasjön. Den inrättades 2008.

## Fisk
Vid provfiske har följande fisk fångats i sjön:
| - Abborre - Björkna - Braxen - Gärs - Gädda - Gös - Löja - Mört - Nors - Sandkrypare - Sarv | - Sik - Siklöja - Ål |